# Corradino dei Bonacolsi

Stemma dei Bonacolsi

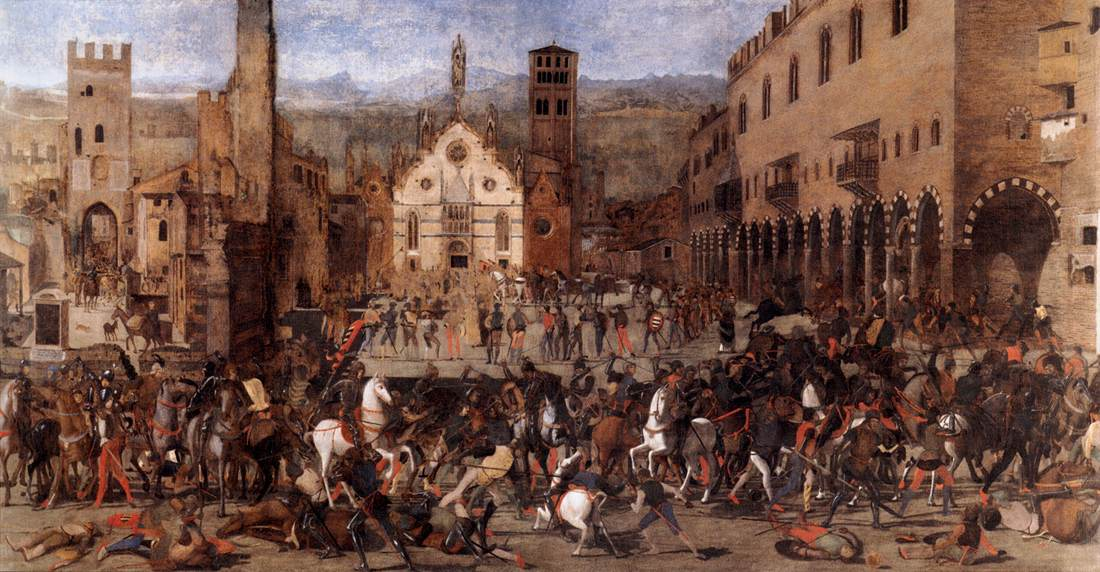
Domenico Morone, Cacciata dei Bonacolsi, (Mantova, Palazzo Ducale), 1494

Corradino dei Bonacolsi (... – Ferrara, post 1328) è stato un politico italiano, appartenente alla nobile famiglia dei Bonacolsi di Mantova.

## Biografia
Figlio di Sarraceno dei Bonacolsi, fu presente a Mantova col fratello Filippo il 16 agosto 1328, quando si combatté una dura battaglia, che consentì la presa del potere dei Gonzaga con la morte si Rinaldo dei Bonacolsi. Corradino si salvò dall'eccidio dei Bonacolsi riparando a Ferrara.

## Discendenza
Corradino ebbe un figlio, Pinamonte, da quale probabilmente discese la famiglia Bonacossa di Ferrara.